# Olympische Sommerspiele 1988/Teilnehmer (Botswana)
| Gelbes Symbol für Goldmedaillen mit stilisierten Olympischen Ringen | Graues Symbol für Silbermedaillen mit stilisierten Olympischen Ringen | Braundes Symbol für Bronzemedaillen mit stilisierten Olympischen Ringen |
| ------------------------------------------------------------------- | --------------------------------------------------------------------- | ----------------------------------------------------------------------- |
| —                                                                   | —                                                                     | —                                                                       |

Botswana nahm an den Olympischen Sommerspielen 1988 in Seoul, Südkorea, mit einer Delegation von acht Sportlern (allesamt Männer) teil.

## Teilnehmer nach Sportarten

### Boxen
- Magare Tshekiso
Bantamgewicht: 33. Platz

- Shakes Kubuitsile
Leichtgewicht: 17. Platz

### Leichtathletik
- Benny Kgarametso
200 Meter: Vorläufe
4 × 400 Meter: Vorläufe

- Sunday Maweni
400 Meter: Vorläufe
4 × 400 Meter: Vorläufe

- Bobby Gaseitsiwe
800 Meter: Vorläufe
4 × 400 Meter: Vorläufe

- Mbiganyi Thee
1500 Meter: Halbfinale

- Bigboy Matlapeng
Marathon: 34. Platz

- Joseph Ramotshabi
4 × 400 Meter: Vorläufe